# تصوير ثلاثي الأبعاد

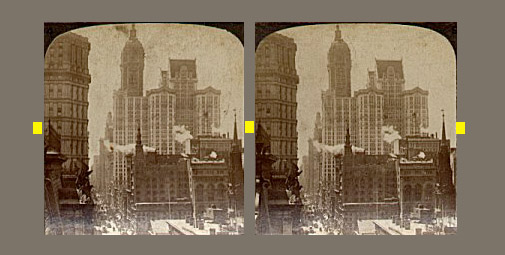
.
مانهاتن عام 1909

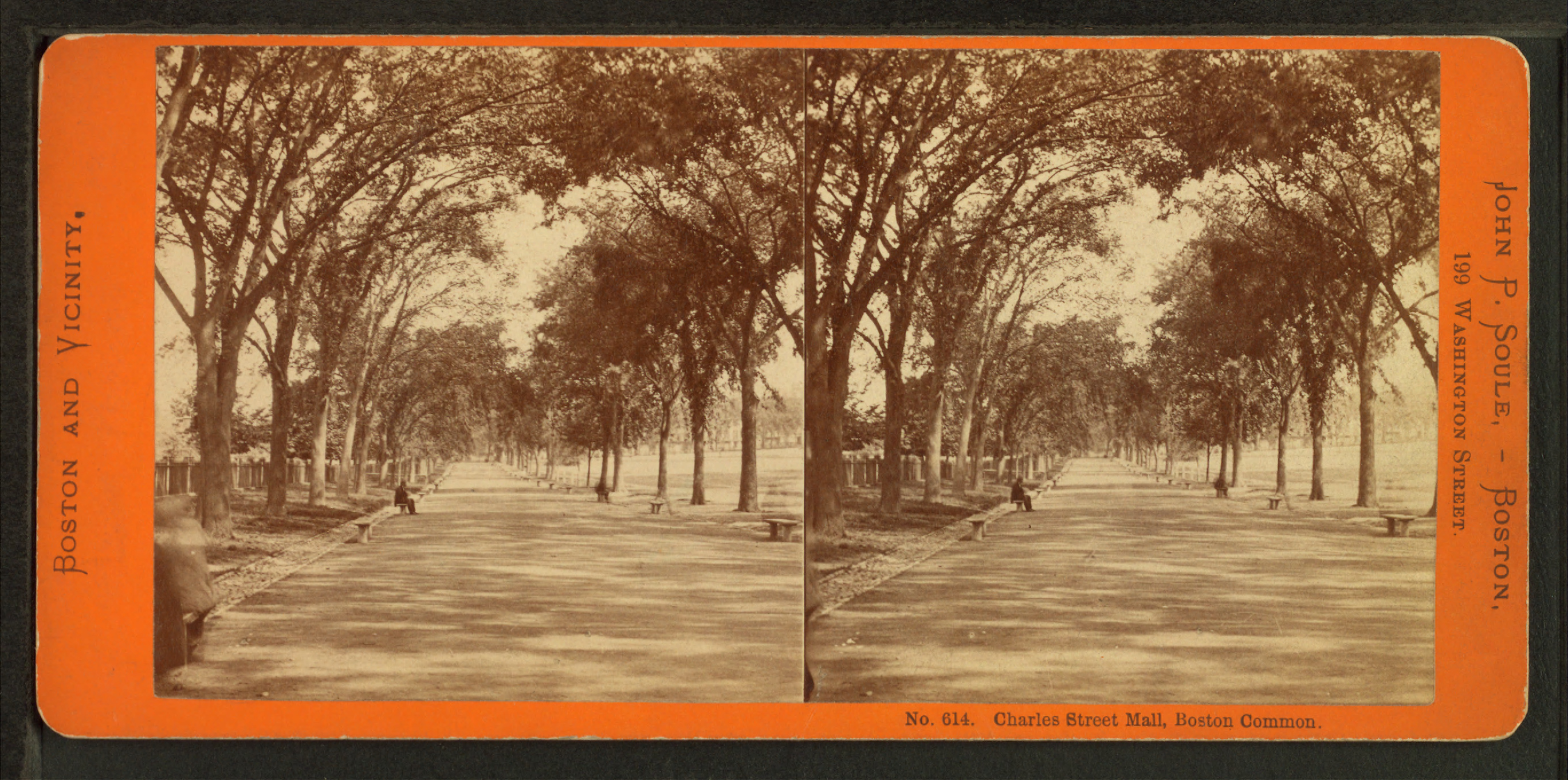
بوسطن عام 1860

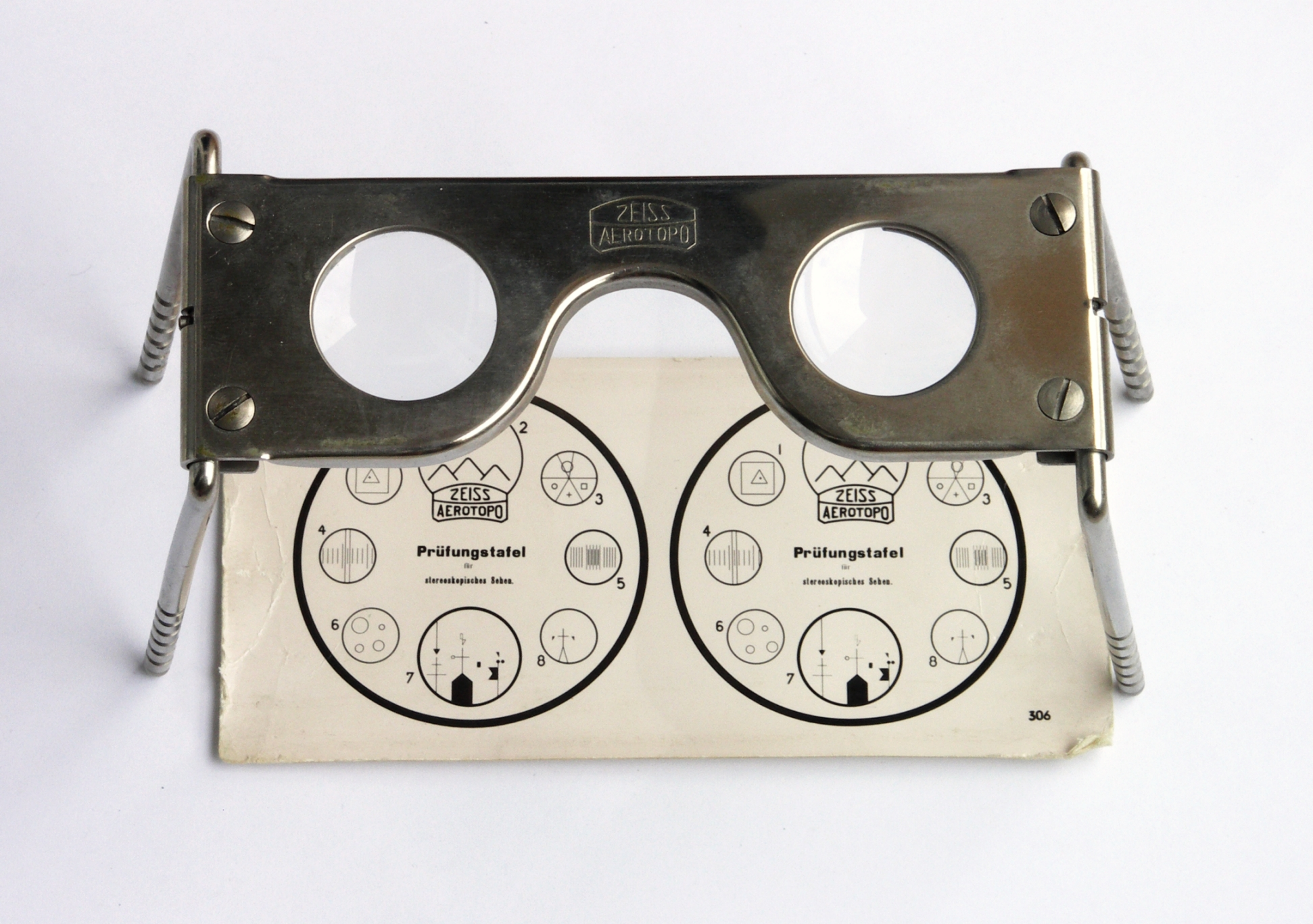
نظارة لرؤية الصور المجسمة تستخدمها القوات الجوية في الحروب للتعرف على المواقع الاستراتيجية.

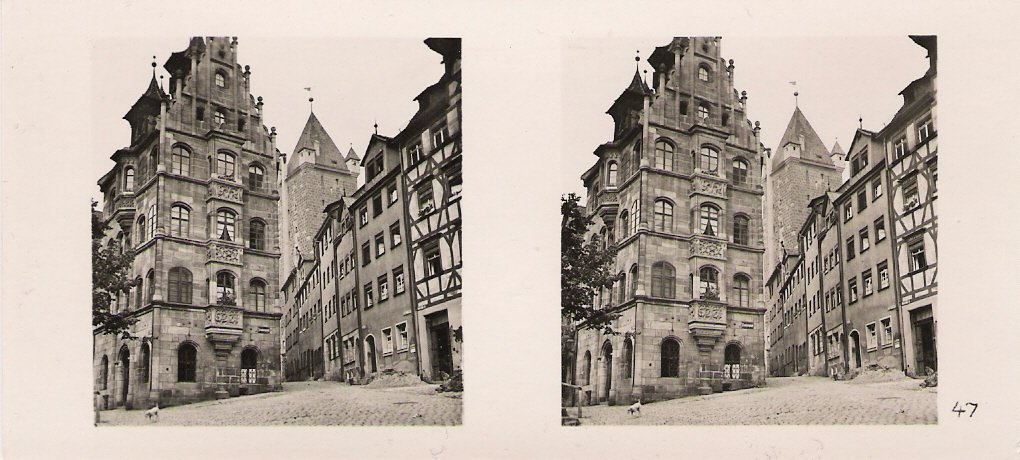
صورة مجسمة من عام 1949.

تصوير ثلاثي الأبعاد  أو التصوير المجسم (بالإنجليزية: three-dimensional imaging)‏ (باللاتينية: Stereoscopia) هو طريقة للتصوير تسجل وصفا مجسما للأجسام . وهذه الطريقة تقلد عمل العينين . فالعينان تكونان صورتين من زاويتين مختلفتين قليلا للجسم المرئي بسبب فرق المسافة بين العينين، وترسل العينان الصورتين إلى المخ حيث يتم دمج الصورتين فيظهر الشيء أمامنا مجسما، أي أننا نستطيع تقدير عمق الشخص أو الشجرة في الصورة، وكذلك تقدير القريب والبعيد . أما باستخدام عين واحدة فلا يمكننا تحديد العمق أو بعد الأشياء المرئية .

## التقاط الصور
تستخدم كاميرا ذات عدستين للتصوير الثلاثي الأبعاد، وتتم عملية التصوير كالمعتاد ولكن في كل لقطة تصور صورتين، واحدة من اليمين نسبيا والآخرى من الشمال نسبيا بالنسبة للشيئ الذي نقوم بتصويره . ولمشاهدة الصورة المجسمة، يُنظر بالعين اليمنى إلى الصورة اليمنى ويُنظر بالعين اليسرى إلى الصورة اليسرى (قد يسهل وضع حائل بين الصورتين عملية الرؤية هذه) . تقوم العينان والمخ بتركيب الصورة المجسمة تلقائيا، وتبدوا لنا صورة مجسمة.
وخلال الحرب العالمية الثانية كانت طائرات التصوير تطير فوق مواقع العدو وتلتقط الصور المجسمة، وعند العودة إلى قواعدهم يقوم المختصون بتحليل الصور وتعيين مواقع العدو ومواقع معداته بغية قذفها بالقنابل فيما بعد.

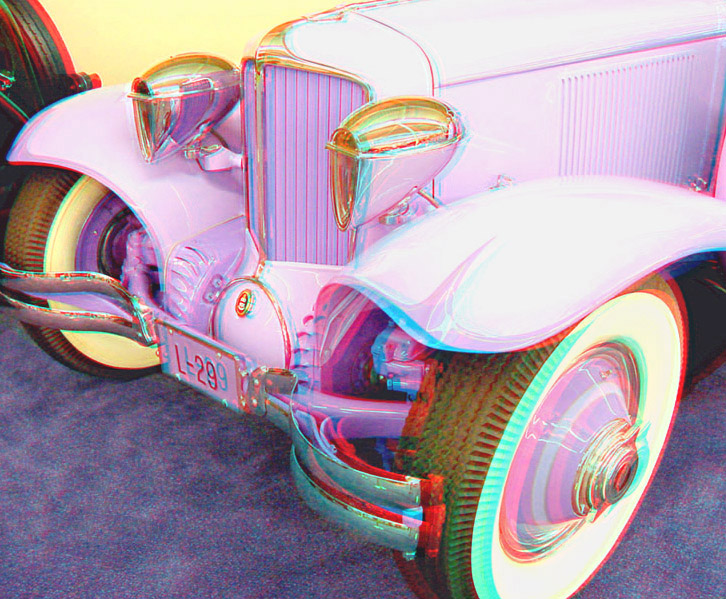
Full color Anachrome red (left eye)
and cyan (right eye) filters

## استغلال الألوان المتكاملة
لجأت السينما وبعض الصور الفوتوغرافية إلى الاستعاضة عن تصوير صورتين توضع بجانب بعضها للتصوير المجسم وذلك بتسجيل الصورتين بلونين متكاملين على نفس الصورة (أنظر الصورة). ومن أجل رؤية الصور المجسمة في السينما مثلا يلبس المشاهد نظارة ذات لونين (الأحمر والقرمزي) . بذلك تري العين اليمني الصورة اليمنى والعين اليسرى الصورة اليسرى ويتحقق خيال التجسيم .

## السينما المجسمة
السينما المجسمة أو 3D Film يصور كل منظر بجهازي تصوير لحظيا بحيث تبعد عدسة الكاميراتان نفس بعد العينين، فنحصل على صور للعين اليمنى وصور للعين اليسرى . ثم يقوم جهازي عرض في السينما على عرض الفليلمين آنيا أو يمكن بثهما أيضا فيظهرا على شاشة التلفزيون آنيا .
وفي السينما لا بد أن يلبس المتفرج نظارة خاصة لكي يحصل على انطباع الصور المجسمة. واخترعت تلك الطريقة في عام 1953 لأول مرة حيث قامت بتصوير الصور المزدوجة باللونين الأحمر والأزرق، واستخدمت نظارات يلبسها المشاهد ذات شرائح حمراء وزرقاء. فالعين التي ترى من خلال شريحة حمراء ترى الصورة الزرقاء فقط، وعلى العكس العين التي تنطر من خلال الشريحة الزرقاء ترى الصورة الحمراء فقط، وفي المخ يتم خلط الصورتين وتبدو الصور مجسمة.

### الرسوم المتحركة
تصنع في الرسوم المتحركة عن طريق برنامج مخصص لذلك، في الحاسوب، ثم يتم معالجتها، لتظهر بصورة مثالية.

## اقرأ أيضا
- ذاكرة ثلاثية الأبعاد
- نظارة مقربة